# Emil Angehrn
Emil Angehrn (* 9. Mai 1946 in Luzern) ist ein Schweizer Philosoph und emeritierter Professor, der vor allem mit Arbeiten zur Hermeneutik hervortrat.

## Leben
Angehrn studierte ab 1966 Philosophie an der Katholischen Universität Löwen und schloss 1969 mit dem Lizenziat ab. Von 1969 bis 1975 studierte er Philosophie, Soziologie und Volkswirtschaftslehre an der Ruprecht-Karls-Universität Heidelberg und promovierte 1976 bei Michael Theunissen zum Thema «Freiheit und System bei Hegel».
Von 1976 bis 1980 war er Dozent für Philosophie an der Universität Heidelberg sowie Forschungs- bzw. Habilitationsstipendiat. Von 1980 bis 1986 war er Hochschulassistent an der Freien Universität Berlin, wo er 1983 auch mit einer Schrift über «Geschichte und Identität» habilitiert wurde.
Nach Lehrstuhlvertretungen an der Freien Universität Berlin und der Universität Basel erhielt er 1989 einen Ruf auf eine Professur für Philosophie der  Johann Wolfgang Goethe-Universität Frankfurt am Main. Von 1991 bis 2013 war Angehrn ordentlicher Professor für Philosophie an der Universität Basel. Von 2000 bis 2004 gehörte er dem Forschungsrat des Schweizerischen Nationalfonds an. Von 2004 bis 2007 war er Dekan bzw. Prodekan der Philosophisch-Historischen Fakultät der Universität Basel.

## Schriften
- Freiheit und System bei Hegel. De Gruyter, Berlin/New York 1977, ISBN 3-11-006969-5.
- Geschichte und Identität. De Gruyter, Berlin/New York 1985, ISBN 3-11-010122-X.
- Geschichtsphilosophie. Kohlhammer, Stuttgart/Berlin/Köln 1991, ISBN 3-17-010623-6.
- Die Überwindung des Chaos. Zur Philosophie des Mythos. Suhrkamp, Frankfurt am Main 1996, ISBN 3-518-28871-7.
- Der Weg zur Metaphysik. Vorsokratik, Platon, Aristoteles. Velbrück, Weilerswist 2000, ISBN 3-934730-09-4.
- Interpretation und Dekonstruktion. Untersuchungen zur Hermeneutik. Velbrück, Weilerswist 2003, ISBN 3-934730-68-X.
- Die Frage nach dem Ursprung. Philosophie zwischen Ursprungsdenken und Ursprungskritik. Fink, München 2007, ISBN 978-3-7705-4448-6.
- Wege des Verstehens. Hermeneutik und Geschichtsdenken. Königshausen & Neumann, Würzburg 2008, ISBN 978-3-8260-3546-3.
- Sinn und Nicht-Sinn. Das Verstehen des Menschen. Mohr Siebeck, Tübingen 2010, ISBN 978-3-1615-0303-0.
- Die Herausforderung des Negativen. Zwischen Sinnverlangen und Sinnentzug. Schwabe, Basel 2015, ISBN 978-3-7965-3400-3.
- Sein Leben schreiben. Wege der Erinnerung. Klostermann, Frankfurt am Main 2017, ISBN 978-3-465-04299-0.
- Vom Anfang und Ende. Leben zwischen Geburt und Tod. Klostermann, Frankfurt am Main 2020, ISBN 978-3-465-04430-7.
- Zur Sprache kommen. Von der Sprachlichkeit des Menschseins. Schwabe, Basel 2021, ISBN 978-3-7965-4372-2.
- Die Zeit des Anderen. Geteilte Erinnerung, gestohlene Zukunft, geschenkte Zeit. Meiner, Hamburg 2023, ISBN 978-3-7873-4362-1.